# 日比谷平左衛門

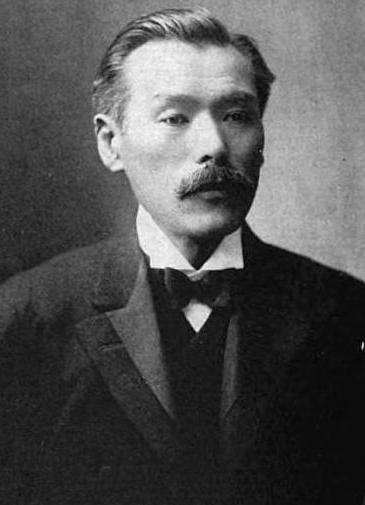
日比谷平佐衛門

日比谷 平左衛門（ひびや へいざえもん、弘化5年2月21日（1848年3月25日） - 大正10年（1921年）1月9日）は、明治期の紡績実業家。東京富士瓦斯紡績や日清紡績など紡績業に深く関わり、東京商業会議所副会頭を務めた。鐘淵紡績、東京毛織物各社長。

## 経歴
越後国蒲原郡裏館村の旅宿営業者・大島栄造の3男として生まれる。万延元年（1860年）より江戸日本橋堀留の綿糸棉花問屋松本屋・斎藤弥助のもとで奉公し、のち日比谷家の養子となる。明治11年（1878年）に独立して浅草区茅町に綿糸染糸店を開くが、松本屋廃業によりそれを受け継ぎ、事務所を堀留に移して　綿糸・綿花を扱う卸商・日比谷商店を設立。福沢諭吉（慶應義塾）に学び、絹糸業を営む一方、紡績の将来性に着目し東京富士瓦斯紡績を設立し専務取締役。明治34年（1901年）頃、森村市左衛門の懇意により、武藤山治、和田豊治、佐久間福太郎と共に、日清紡績、鐘淵紡績の設立に関わり、｢日本紡績界の巨人｣といわれるようになった。大正8年（1920年）には埼玉県の所沢銀行を買収して日比谷銀行（その後野村銀行に買収され、現在はりそなホールディングス）と改称、綿業相手の金融を手がけると共に中国にも支店を持った。その他にも第一生命保険、九州水力電気などの設立･経営に携わる。また、大正5年（1916年）に慶應義塾の医学科振興のため寄附を行い、学事の振興にもつとめた。墓所は青山霊園(1イ7-1)。

## 家族
- 実父・大島栄造 ‐ 新潟の宿屋主人
- 養家・日比谷つね[2]
- 長男・日比谷新次郎 ‐ 日比谷平左衛門を襲名。日比谷商店代表、富士紡績会長。前妻は中上川彦次郎の娘で藤原あきの異母姉[3]、後妻は神鞭知常の娘で神鞭常孝の妹[4]。相婿に池田成彬。長男・誠一郎（平左衛門襲名）の岳父に子爵松平康春、長女・倭の舅に田所美治、二女・治子の舅に広田弘毅[5]。孫（誠一郎の長男）真の岳父に森田義衛。
- 三男・日比谷祐蔵 ‐ 日比谷商店社長。妻は高島屋創業者・飯田新七の曾孫。相婿に鮎川義介。娘婿に鈴木治雄、杉浦堅介（杉浦敏介の弟）。[6]
- 四男・日比谷平吉 ‐ 日比谷銀行頭取。岳父に阿部泰蔵、相婿に安川清三郎、娘婿に山岸二郎。[7]
- 長女・日比谷繁 ‐ 入夫の日比谷任次郎（旧姓・諸井）は大宮商業銀行頭取。長男・孝太郎の岳父に不破熊雄、次男・平次郎の妻の兄に堀江恭一、三男・吉雄の岳父に蔵内次郎兵衛（蔵内次郎作の孫）、娘婿に田中梯（田中源太郎の弟）、西村熊雄。[8][5]
- 二女・日比谷たま ‐ 入夫の日比谷長太郎（旧姓・山崎）は相模紡績社長時代に関東大震災により圧死した[9]。長男・一郎の岳父に津村重舎[5]。三男・三郎の岳父に池貝喜四郎（池貝庄太郎の弟）[10]。

## 関連人物
- 堀越角次郎